# 捷列霍韋 (別爾季切夫區)
49°48′31″N 28°34′30″E / 49.80861°N 28.57500°E
捷列霍韋（烏克蘭語：Терехове），是烏克蘭的村落，位於該國北部日托米爾州，由別爾季切夫區負責管轄，始建於1550年，面積2.2平方公里，海拔高度264米，2001年人口483，人口密度每平方公里219.15人。知名作家约瑟夫·康拉德生于此地。